# Antoine Chartier de Lotbinière Harwood
Pour les articles homonymes, voir Harwood et Lotbinière.
Antoine Chartier de Lotbinière Harwood, né à Montréal le 23 avril 1825 et mort dans la même ville le 6 août 1891, est un seigneur, avocat et député québécois.

## Biographie
Antoine Chartier de Lotbinière Harwood, fils de Robert Unwin Harwood et de Louise-Josephte Chartier de Lotbinière, nait à Montréal en 1825. Il commence ses études au Petit séminaire de Montréal. Il étudie le droit et est admis au Barreau en 1848.
Il travaille à la Compagnie de chemin de fer de Vaudreuil, créée par son père. Il est co-seigneur de Vaudreuil par héritage de sa mère, fille de Michel-Eustache-Gaspard-Alain Chartier de Lotbinière, qui avait été également homme politique et président de la Chambre des communes du Bas-Canada. En 1863, il est élu à l'Assemblée législative de la province du Canada. Après la création de la Confédération canadienne, il continue son mandat législatif à la nouvelle Assemblée Législative du Québec. Il représente ainsi la circonscription électorale de Vaudreuil à l'Assemblée Législative du Québec de 1867 à 1871. Il est mort à Montréal le 6 août 1891 à l'âge de 66 ans.